# Grünanlage Arsten Süd-West
Die Grünanlage Arsten Süd-West liegt in Bremen im Stadtteil Obervieland, zwischen den Ortsteilen Arsten und Kattenesch, nördlich der Bundesautobahn 1.

## Beschreibung
Die Grünanlage Arsten Süd-West ist ein neuer Park zwischen Arsten und Kattenesch, der seit um 2003 bis um 2010 entstand. Er durchzieht ein Neubaugebiet wie ein grünes Netz. Für zahlreiche Tier- und Pflanzenarten wurde ein Gebiet geschaffen sowie für Erholung, Sport und Spiel. Alte Gehölze, wie der Schlehdorn (Prunus spinosa) oder kleine Bewässerungsgräben erinnern an die ehemalige Ackerlandschaft. Geländemodellierungen, Baumgruppen, Liegewiesen, Spazierwege und drei Badestrände sind prägende Elemente der Grünzone. Spielflächen, Asphaltflächen für Rollerskatefahrer, ein Beachvolleyballplatz, eine Bolz- und Fußballwiese sowie mehrere Rodelhügel ergänzen den Park sowie auch der Spielplatz der Initiative Asterix an der Carl-Katz-Straße.

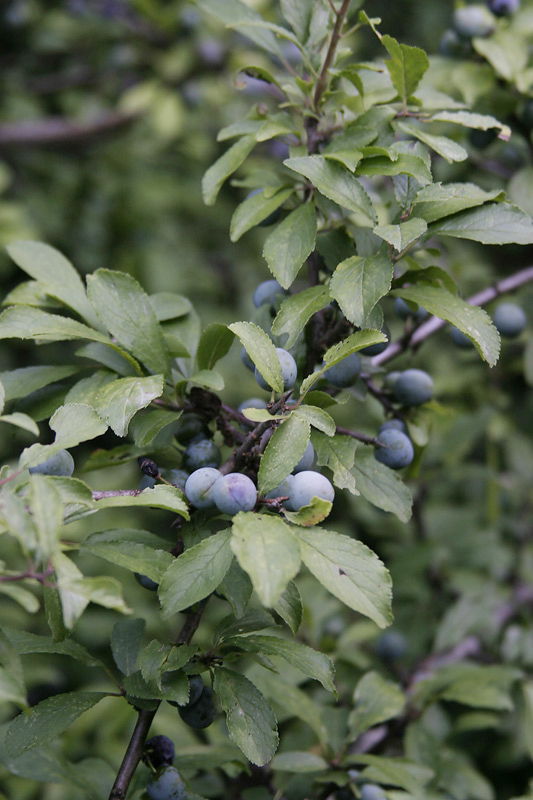
Schlehdorn

Der Ahlker Wald als Erholungswald, eine Ausgleichsmaßnahme nach dem Naturschutzrecht, ergänzt das Grün nach Osten.
Die Rad- und Wanderwege von rund 4 km Länge verbinden Wohnen, Arbeit, Schule, Bus- und Straßenbahn (Linie 4, Endstation Arsten), die Bezirkssportanlage Obervieland, den Arster Ochtumdeich und Freizeiteinrichtungen sowie die anderen Ortsteile naturnah miteinander.
Gewässer, wie die südwestliche Ochtum, die Krummhörnskuhle, der Kleine Silbersee, das Kattenescher Fleet, das Wadeacker Fleet, das Ahlker Fleet und neue Teiche, wurden in die Grünanlage einbezogen.
Die Grünanlage gliedert sich von der Ahlker Dorfstraße bis zur Albert-Schweitzer-Straße in die Bereiche Arsten Süd-West 1 bis 5.